# Distrito de Tapolca
El distrito de Tapolca (húngaro: Tapolcai járás) es un distrito húngaro perteneciente al condado de Veszprém.
En 2013 su población era de 34 689 habitantes. Su capital es Tapolca.

## Municipios
El distrito tiene 2 ciudades (en negrita), un pueblo mayor (en cursiva) y 31 pueblos.
Ciudades
- Tapolca
- Badacsonytomaj

Pueblos
- Ábrahámhegy
- Badacsonytördemic
- Balatonederics
- Balatonhenye
- Balatonrendes
- Gyulakeszi
- Hegyesd
- Hegymagas
- Kapolcs
- Káptalantóti
- Kékkút
- Kisapáti
- Köveskál
- Kővágóörs
- Lesencefalu
- Lesenceistvánd
- Lesencetomaj
- Mindszentkálla
- Monostorapáti
- Nemesgulács
- Nemesvita
- Raposka
- Révfülöp
- Salföld
- Sáska
- Szentbékkálla
- Szigliget
- Taliándörögd
- Uzsa
- Vigántpetend
- Zalahaláp